# Alfred Laliberté

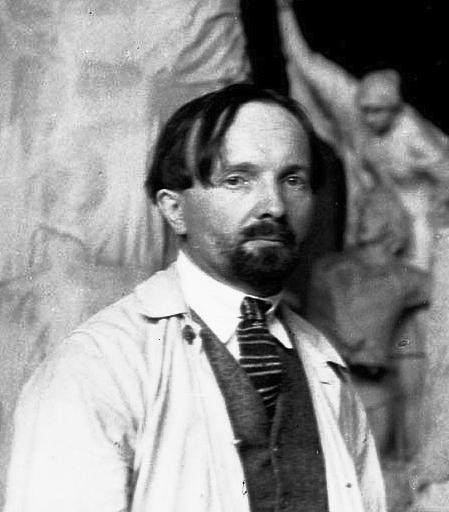
Alfred Laliberté, 1920

Alfred Laliberté (* 19. Mai 1877 in Sainte-Élisabeth-de-Warwick, Québec, Kanada; † 13. Januar 1953 in Montreal) war ein kanadischer Bildhauer und Maler. Er schuf über 900 Skulpturen in Bronze, Marmor, Holz und Gips sowie zahlreiche Gemälde, ist aber vor allem für seine Bildhauerei bekannt.

## Leben
Alfred Laliberté wurde als Sohn des Landwirts Joseph Laliberté und der Marie Richard geboren. Ursprünglich für die Landwirtschaft bestimmt, begann er im Alter von 15 Jahren mit der Bildhauerei als Hobby. Sein Talent erregte die Aufmerksamkeit von Wilfrid Laurier, der ihn ermutigte, den Conseil des Arts et Manufactures (CAM) in Montreal zu besuchen. Dank Lauriers Unterstützung erhielt er die Zustimmung seines Vaters und trat 1896 in die CAM ein. 
1902 setzte er seine Ausbildung an der École nationale supérieure des Beaux-Arts in Paris fort, wo er sich mit dem Maler Marc-Aurèle de Foy Suzor-Coté anfreundete. Nach seiner Rückkehr nach Kanada im Jahr 1907 begann er, Werke zu schaffen, die vom Stil Auguste Rodins beeinflusst waren. 
1922 wird Alfred Laliberté Professor an der École des Beaux-Arts de Montréal. 1928 war er Mitbegründer der Sculptors Society of Canada. Er war auch Mitglied der Royal Canadian Academy of Arts. 
Zwischen 1928 und 1932 schuf er 215 kleine Bronzeskulpturen, die Legenden, Bräuche und ländliche Aktivitäten der kanadischen Pioniere darstellen. Am 22. Juni 1940 heiratete er Jeanne Lavallée. Alfred Laliberté starb 1953 in Montreal und wurde auf dem Friedhof Notre-Dame-des-Neiges beigesetzt. Seine Memoiren und Reflexionen über die Kunst wurden posthum 1978 unter dem Titel Mes souvenirs veröffentlicht.

## Werk
Alfred Laliberté schuf über 900 Skulpturen, darunter Darstellungen bedeutender historischer Persönlichkeiten wie Louis Hébert, François-Xavier-Antoine Labelle und Adam Dollard des Ormeaux. Sein Werk umfasst öffentliche Denkmäler wie das Monument aux Patriotes in Montréal (1926) und Statuen vor dem Parlamentsgebäude in Québec.

## Galerie

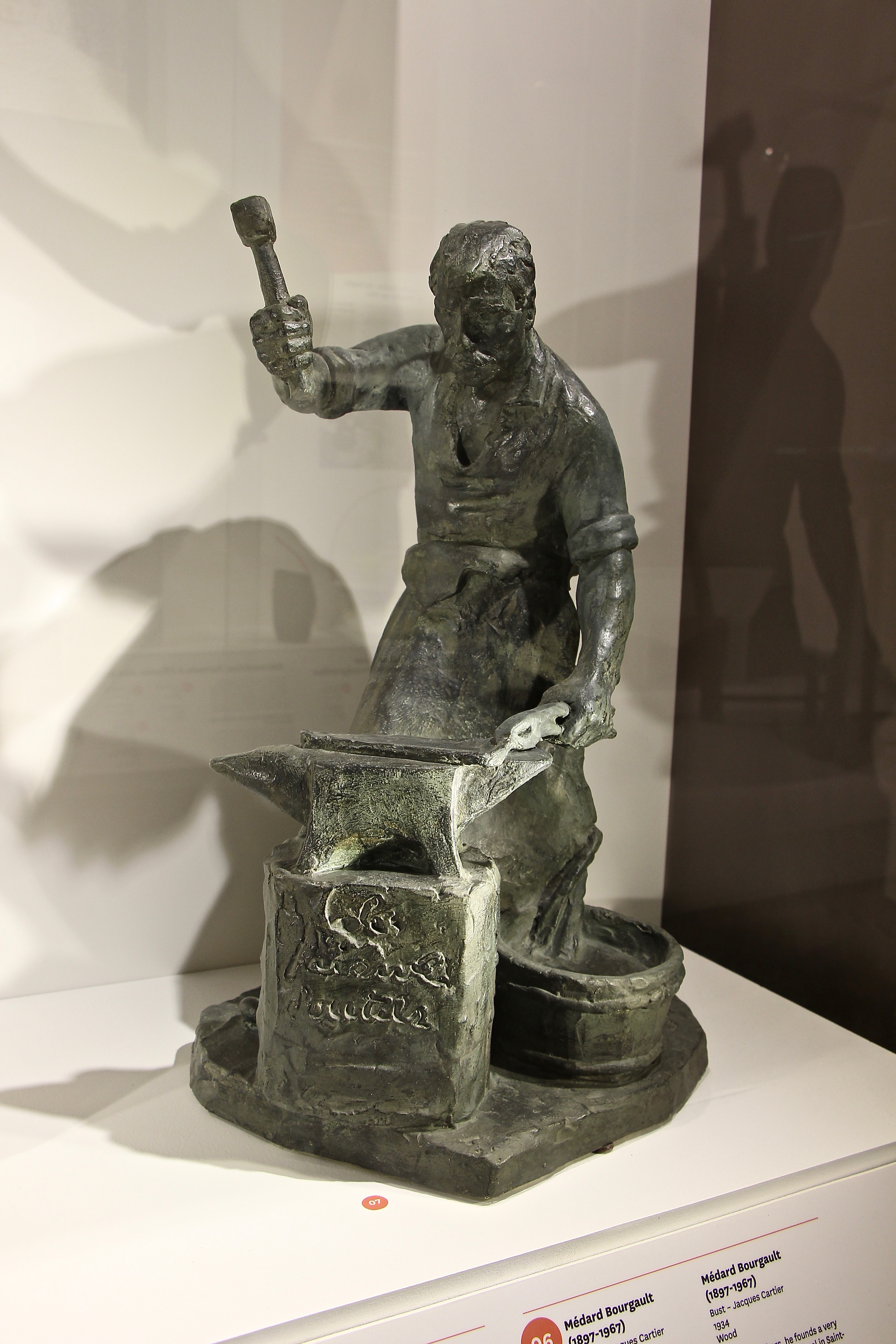
Le faiseur d'outils (Der Werkzeugmacher), circa 1931
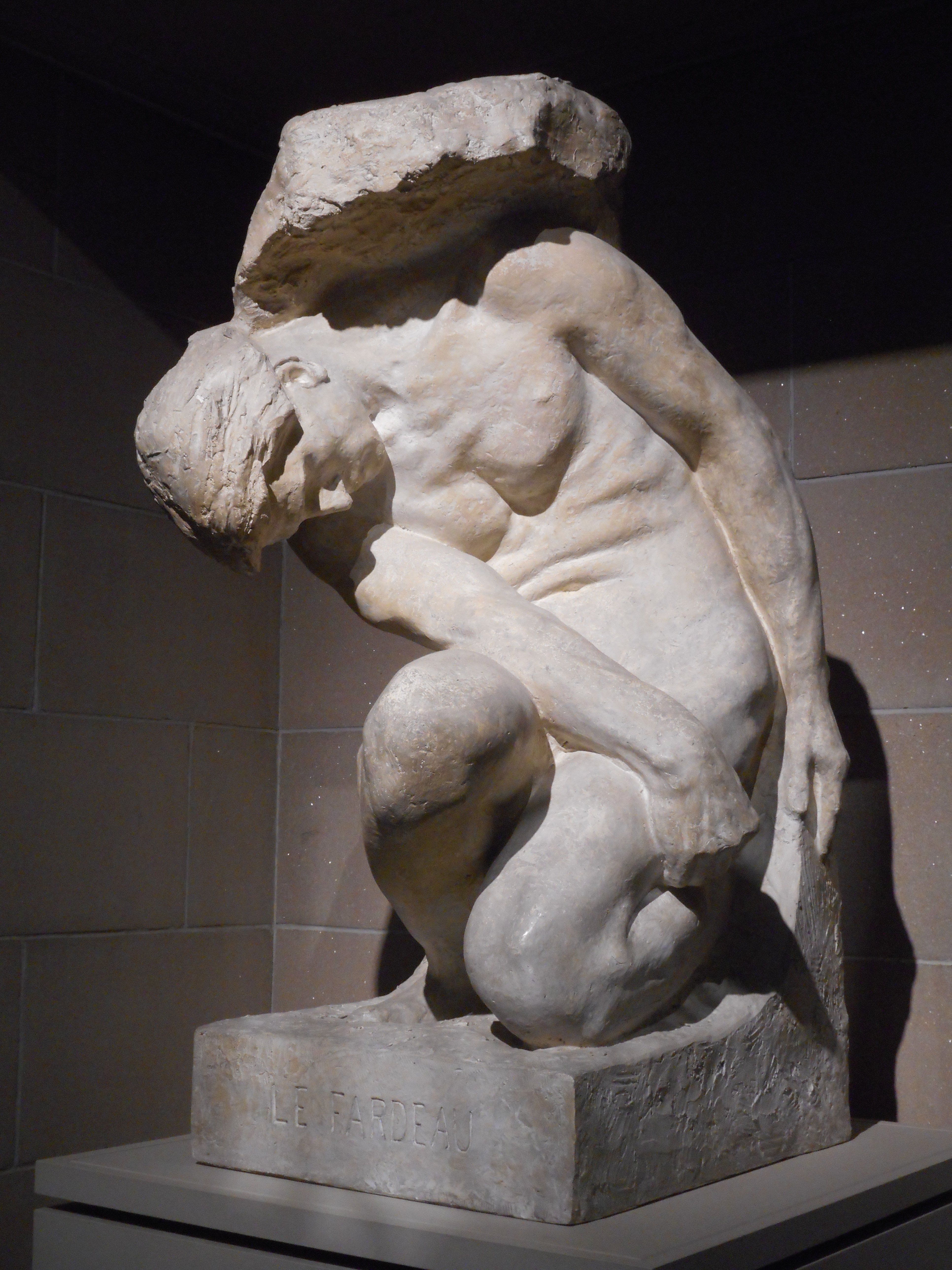
Le Fardeau (Die Bürde), um 1925
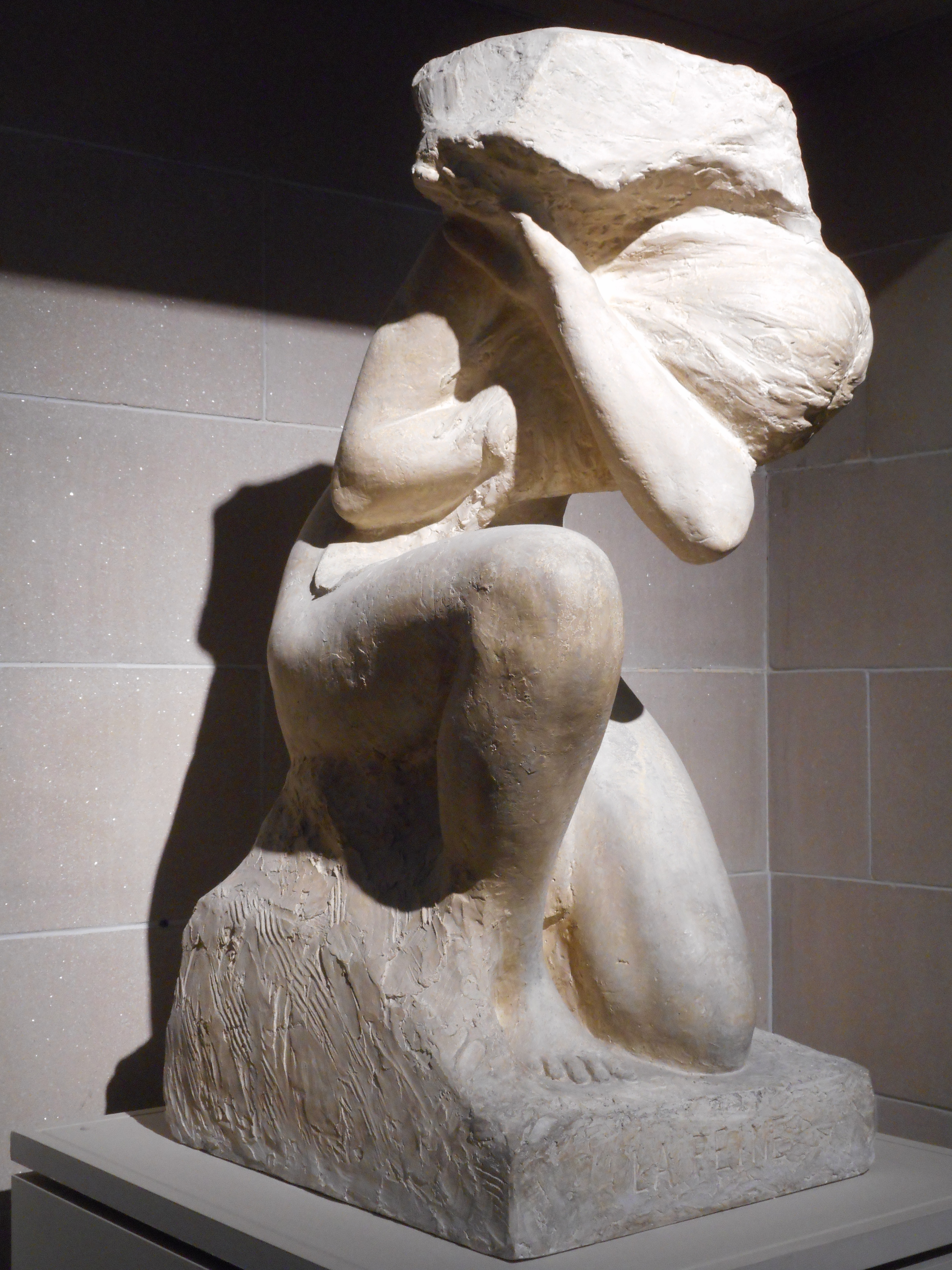
La Peine (Die Strafe), um 1925
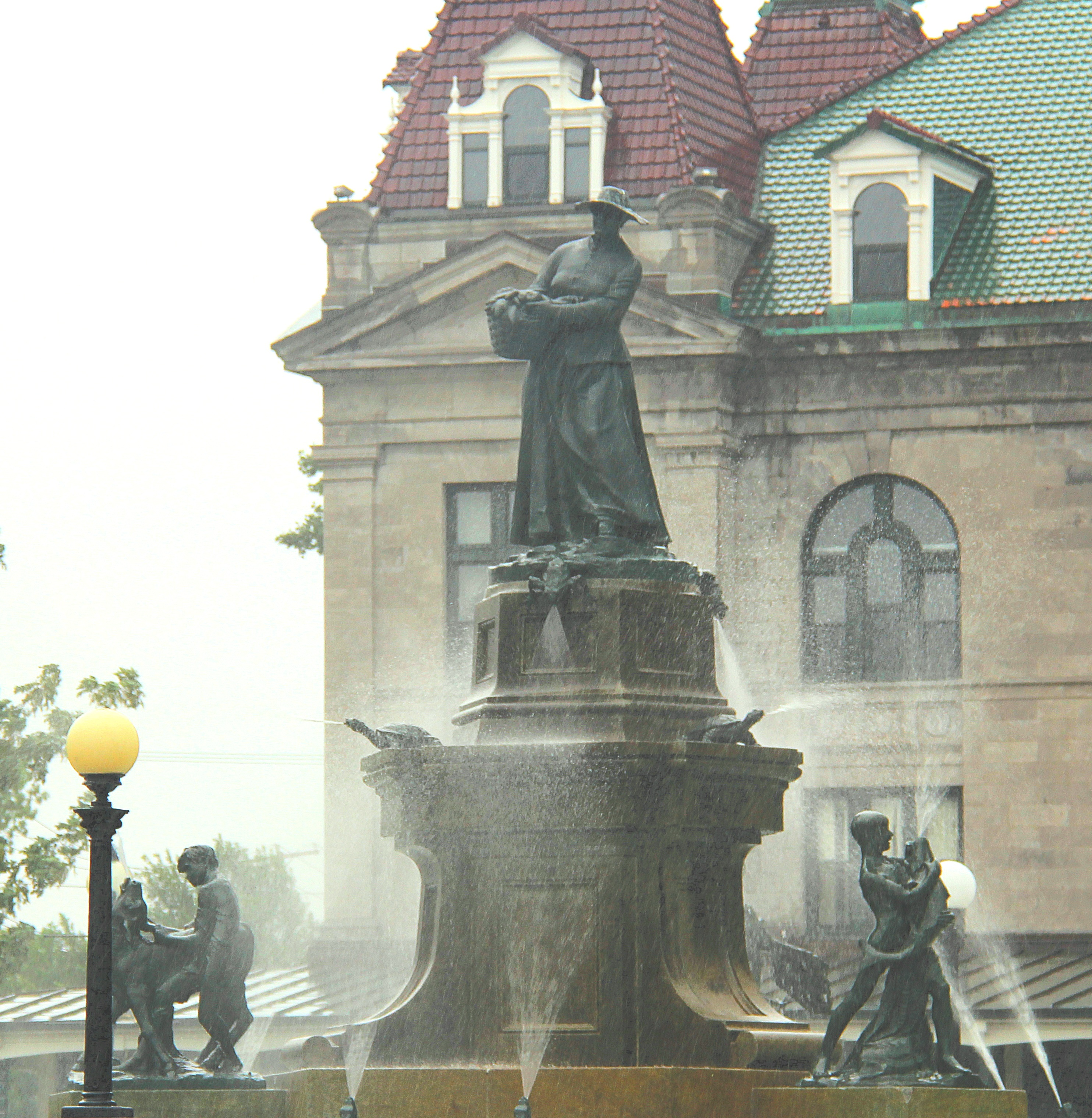
La Fermière (Die Farmerin – Louise Mauger), Brunnen in Montreal
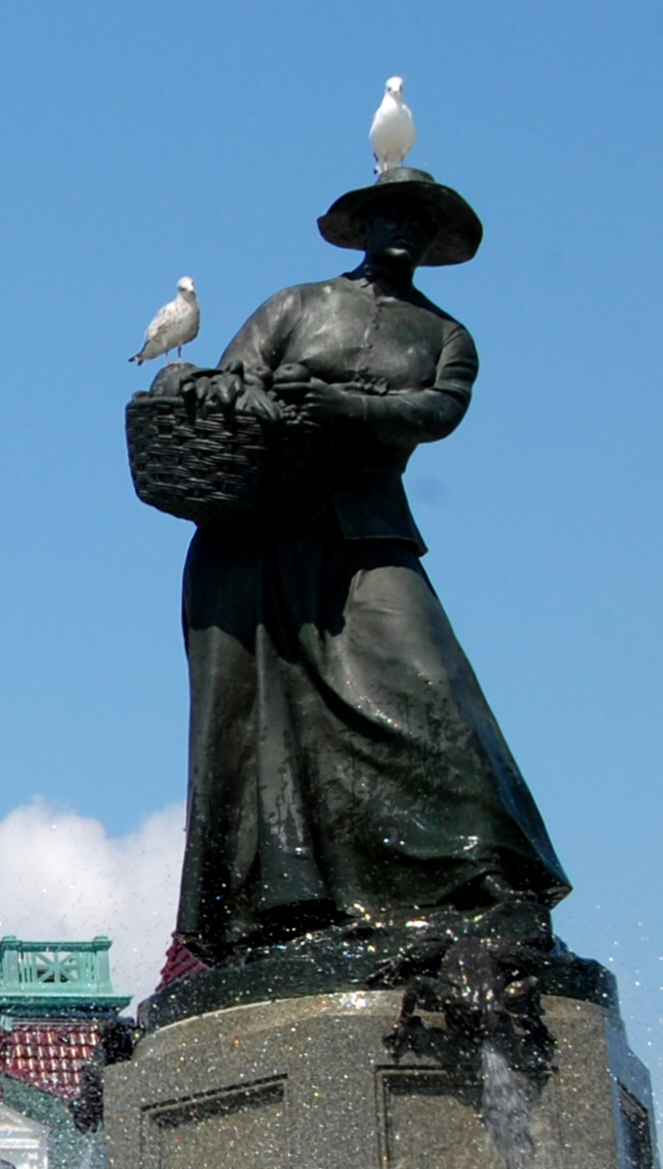
Louise Mauger (1598 – 1690) war eine Pionierin der französischen Kolonie Montreal in Nordamerika